# Jakov Gotovac

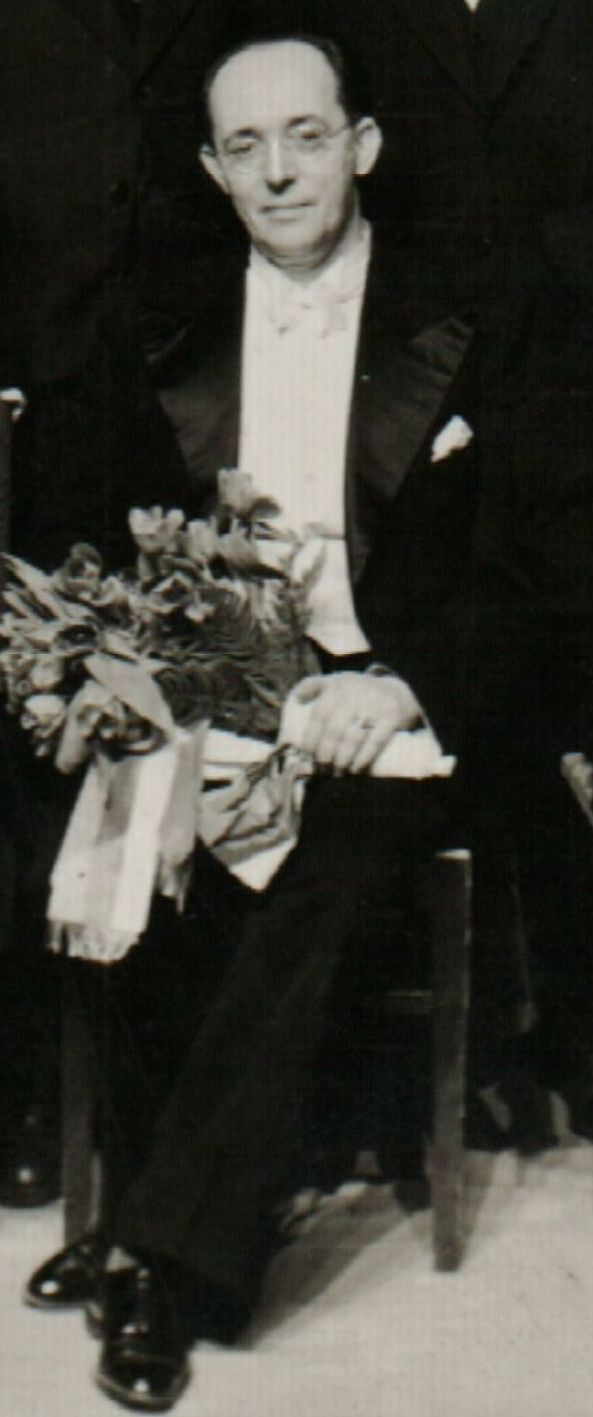
Jakov Gotovac 1940.

Jakov Gotovac, född 11 oktober 1895 i Split, Österrike-Ungern, död 16 oktober 1982 i Zagreb i Jugoslavien, var en kroatisk kompositör och dirigent. Han var dirigent vid Kroatiska nationalteatern i Zagreb från 1923 till 1958.
Hans opera Ero s onoga svijeta (Ero från den andra världen) är en av Kroatiens mest kända operor.